# Redlichia takooensis
La Redlichia takooensis è una specie di fossile trilobite, che dovrebbe risalire al periodo Cambriano inferiore. Questi fossili sono stati rinvenuti principalmente in Australia.